# Sept Morts sur ordonnance
Sept Morts sur ordonnance je francouzsko-španělsko-západoněmecký hraný film z roku 1975 režírovaný Jacquesem Rouffiem.

## Děj
Ve francouzském městě (Clermont-Ferrand) s odstupem deseti let potká dva chirurgy stejný osud: oba se stanou obětí manévrů, pomluv, nátlaku a zavržení, které je nakonec dotlačí k sebevraždě...
Oba lékaři jsou však tak odlišní, jak jen je to možné, kromě své profesionality a odmítání kompromisů. Právě to trápí profesora Brézého a jeho klan (tři synové a zeť, všichni lékaři) kvůli ztrátě klientů jím provozované kliniky.
Psychiatr Mathy, který má dobré vztahy se všemi, je jediný, kdo zná všechny prvky případu, ale ty vycházejí najevo postupně až po několika falešných stopách.

## Obsazení
| Michel Piccoli    | doktor Losseray                     |
| Gérard Depardieu  | doktor Jean-Pierre Berg             |
| Jane Birkinová    | Jane Berg, jeho žena                |
| Marina Vladyová   | paní Losseray                       |
| Charles Vanel     | profesor Brézé                      |
| Michel Auclair    | doktor Mathy                        |
| Antonio Ferrandis | policista Giret                     |
| Étienne Draber    | Robert Brézé                        |
| Coline Serreau    | Sonia                               |
| Monique Mélinand  | paní Giretová                       |
| José Maria Prada  | paní Simonová, anestezioložka       |
| Valérie Mairesse  | slečna Lambertová, zdravotní sestra |

## Ocenění
- César: nejlepší střih (Geneviève Winding); nominace v kategoriích nejlepší film, nejlepší původní scénář nebo adaptace (Georges Conchon, Jacques Rouffio) a nejlepší herec (Gérard Depardieu)